# Jean Guérin de Waldersbach
Jean Jacques Guillaume Julien Guérin de Waldersbach (Koblenz, 9 december 1803 - Guentrange (Thionville), 19 juli 1877) was een Frans baron en militair. Hij was brigadegeneraal onder het Tweede Franse Keizerrijk en leidde de verdediging van de citadel van Verdun tijdens de Frans-Duitse Oorlog (1870-1871).
Hij was een zoon van Jacques Julien Guérin (1757-1844), brigadegeneraal tijdens het Eerste Franse Keizerrijk. Jacques Julien Guérin werd door Napoleon verheven tot de empireadel en kreeg de titel van baron van Waldersbach, welke titel hij toevoegde aan zijn naam.
Jean Guérin de Waldersbach volgde een opleiding aan de militaire school van Saint-Cyr. In 1861 werd hij bevorderd tot kolonel bij de kurassiers en het jaar erop tot brigadegeneraal. Bij het begin van de Frans-Duitse Oorlog was hij de commandant van het garnizoen dat gelegerd was in de citadel van Verdun. Vanaf augustus 1870 werd de citadel belegerd door een Pruisische troepenmacht. Na zware bombardementen in oktober en na de overgave van Metz zag Guérin de Waldersbach zich begin november gedwongen te capituleren.
Jean Guérin de Waldersbach werd commandeur in het Legioen van Eer. Hij was gehuwd met Anne-Catherine Pion (1812-1886) en overleed op 73-jarige leeftijd. Het echtpaar ligt begraven op de begraafplaats van Guentrange.